# Modergudinde
En modergudinde er et begreb, som refererer til enhver form for gudinde, som er associeret eller knyttet til moderskab, frugtbarhed, skabelse eller den gavmilde legemliggørelse eller inkarnation af Jorden. Når begrebet er ligestillet med Jorden eller den naturlige verden er sådanne gudinder som oftest refereret til som Moder Jord. Modergudinden udtrykker moderskab og fødsel. Hun er beskytteren og giver næring til det guddommelige barn, og i forlængelse af hele menneskeheden. I billedkunsten er dette et hyppig gengivet billede, med store eller mange bryster som holder eller ammer et barn.